# غلق المهبل
غَلْقُ المَهْبِل هو إجراء ينطوي على إغلاق المهبل. يتم اجرائه لعلاج هبوط الرحم. في النساء المسنات اللواتي لم يعدن نشطات جنسيًا؛ فإنه يُجرى بشكل جزئي (غلق المهبل الجزئي) للحد من التدلي.

## الإجراء
يُزال شريط من جدار المهبل الأمامي والخلفي، مع إغلاق هوامش الجدار الأمامي والخلفي لبعضهما البعض. يمكن تنفيذ هذا الإجراء سواء كان الرحم وعنق الرحم موجودين أم لا. عند اكتمالها، يتم صنع قناة مهبلية صغيرة على جانبي الحاجز، تنتج عن خياطة الهوامش الجانبية للإزالة.